# Edelsteine göttlicher Geheimnisse

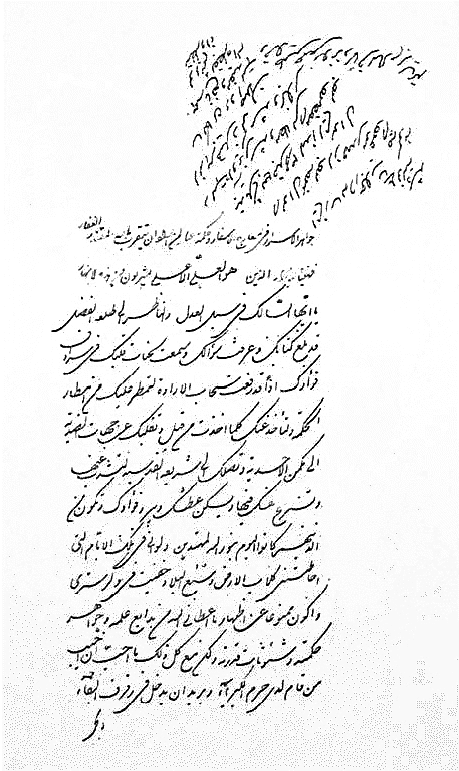
Die erste Seite der Edelsteine göttlicher Geheimnisse auf arabisch

Die Epistel Edelsteine göttlicher Geheimnisse oder Javáhiru’l-Asrár (arabisch جواهر الاسرار) wurde von Baha’u’llah, dem Stifter der Bahai-Religion, offenbart und richtet sich an Siyyid Yusuf-i-Sidihi aus Kerbela, welcher ihn fragte, wie sich der verheißene Mahdi in der Person Ali Muhammads (genannt „Der Bab“) zeigen könne. Laut der Epistel ist Baha’u’llah dem Adressaten „äußerlich nicht begegnet“, sondern hat in Bagdad durch einen Boten dessen Brief mit dieser Frage bekommen. Als Antwort offenbarte Baha’u’llah noch am selben Tag die Edelsteine göttlicher Geheimnisse auf Arabisch. Die Epistel wurde aus dem Englischen ins Deutsche unter Heranziehung des arabischen Urtextes übersetzt und umfasst in der deutschen Übersetzung 74 Seiten. Zusammen mit dem Vorwort, dem Glossar, den Anmerkungen und den Literaturhinweisen nehmen die Edelsteine göttlicher Geheimnisse 122 Seiten ein. Baha’u’llah beabsichtigte die Epistel noch zu ergänzen, doch er fand „keine Gelegenheit und keine Muße, da der Bote, der von dir kam, in großer Eile war“. Fraglos gehören die Edelsteine göttlicher Geheimnisse zu den „arabisch offenbarten Schriften“, auf die im Buch der Gewissheit Bezug genommen wird. Dies bedeutet, dass die Edelsteine göttlicher Geheimnisse vor dem Buch der Gewissheit offenbart wurden. Dieser Hinweis und die Andeutung in der Epistel, dass Baha’u’llahs Feinde ihm zur Zeit der Offenbarung hartnäckig nach dem Leben trachteten, lassen eine grobe Datierung zu. Die Leiden-Liste nennt als Entstehungszeit 1860–1861, Baha’u’llah hatte demnach seine Offenbarung schon empfangen, sie jedoch erst zum Ridvan 1863 öffentlich erklärt. Hinweise auf seine eigene Offenbarung finden sich in der Epistel lediglich in indirekter Form.

## Inhalt
Neben der Antwort auf die genannte Frage behandelt Baha’u’llah noch eine Reihe weiterer Themen, die denen des Buches der Gewissheit gleichen. So erörtert er den Grund für die Ablehnung der Propheten in vergangenen Zeiten. Insbesondere behandelt er hierbei die Gefahr der wörtlichen Interpretation der Schriften und belegt dies mit Versen der vier Evangelien Matthäus, Markus, Lukas und Johannes, die sich auf das Kommen einer neuen Manifestation beziehen. Baha’u’llah deutet Prophezeiungen aus der Offenbarung des Johannes, erklärt Suren des Korans und Überlieferungen des Islams, behandelt die Kontinuität der göttlichen Offenbarung und erklärt Begriffe wie „Tag des Gerichts“, Auferstehung, Leben und Tod. Außerdem behandelt er die Stufen der geistigen Reise nach seinem letzten geistigen Ziel durch den „Garten der Suche“, über die „Stadt der Liebe und Verzückung“, die „Stadt der göttlichen Einheit“, den „Garten des Staunens“, die „Stadt des Vergehens“ und die „Stadt der Ewigkeit“ zur „Stadt ohne Namen“. Diese Reise ähnelt an gewissen Stellen den Sieben Tälern.